# Krzysztof Rudziński
Krzysztof Rudziński (ur. 14 marca 1959 w Gdańsku, zm. 7 października 2020 tamże) – prezes Pomorskiej Kolei Metropolitalnej (2010–2016), współtwórca Centrum Hewelianum.

## Życiorys
Ukończył IX LO w Gdańsku. Absolwent
Wydziału Prawa i Administracji Uniwersytetu Gdańskiego (2000).
Prowadził wraz z ojcem firmę w branży budowlanej. W latach 1996–2004 był dyrektorem Parku Kulturowego Fortyfikacji Miejskich „Twierdza Gdańsk” przekształconego w Centrum Hewelianum. W latach 2004–2009 dyrektorem Wydziału Programów Rozwojowych w Urzędzie Miejskim w Gdańsku, następnie dyrektorem Departamentu Koordynacji Projektów Województwa Pomorskiego w Urzędzie Marszałkowskim.
W czerwcu 2010 został prezesem Pomorskiej Kolei Metropolitalnej. Podczas jego kierowania spółką PKM S.A. wybudowano linię kolejową nr 248 Gdańsk Wrzeszcz – Gdańsk Osowa, która łączy się z linią kolejową nr 201. Ze stanowiska zrezygnował w maju 2016. W sierpniu tego samego roku powrócił do pracy w Urzędzie Marszałkowskim Województwa Pomorskiego. Był pełnomocnikiem Marszałka Województwa Pomorskiego ds. Integracji Transportu oraz prezesem spółki InnoBaltica sp. z o.o..